# Altijd Wat
Altijd Wat  was de naam van een reportage- en opinieprogramma van de NCRV, dat elke dinsdagavond op Nederland 2 (en later NPO 2) te zien was. In het eerste seizoen (10 september 2010 t/m 2 september 2011) werd het programma op vrijdagavond uitgezonden. De presentatie was toen in handen van Ghislaine Plag, die ieder onderwerp met Naema Tahir, Herman Vuijsje of Bas Haring bediscussieerde.
Op 6 september 2011 ging het programma naar de dinsdagavond en veranderde het format enigszins. De vaste presentatie en de commentatoren kwamen te vervallen. In plaats daarvan kwamen de vaste rubrieken (waarvan de meeste er al waren) en kwam er een wisselend "hoofdartikel" bij. De meeste rubrieken werden op de website ondersteund en daar vond men ook extra blogs.
Naast Ghislaine Plag leverden onder andere Bram de Waal, Miranda Grit, Ronald Sistermans, Sietske Ligtvoet en Daan Jansen wekelijkse bijdragen aan site en uitzending.

## Einde
De laatste uitzending van Altijd Wat was op 16 december 2014, omdat de NCRV samen met de KRO ging werken aan het reportageprogramma Brandpunt. Vanaf 27 januari 2015 werd dit programma door de fusie-omroep KRO-NCRV uitgezonden.

## Rubrieken
- Coverstory - hoofdartikel
- Altijd wat wijzer - animatie waarmee een onderwerp nader geduid wordt.
- Feit of Fictie? - beweringen worden op hun waarheidsgehalte gecontroleerd.
- Zing, vecht, huil - serie van portretten van mensen die op de achtergrond van het dagelijkse nieuws staan
- De reportage - een "groter" onderwerp, maar vaak ook een beetje beschouwend
- Het gesprek - interview met een gast die vaak een verrassende kijk op zaken heeft
- Feit of fictie? - tracht echt van nep te onderscheiden
- Column - verzorgd door Carolien Borgers, Jan Kuitenbrouwer of Salaheddine Benchikhi